# آتشکده کاووس
آتشکدهٔ کاووس که به اشتباه آرامگاه سادات بابلکانی شناخته می‌شود، مربوط به دورهٔ ساسانی است و در شهرستان بهشهر، روستای کوهستان بهشهر واقع شده، این اثر در تاریخ ۲۵ اسفند ۱۳۸۰ با شمارهٔ ثبت ۵۴۱۰ به‌عنوان یکی از آثار ملی ایران به ثبت رسیده‌است. و پس از اسلام در سدهٔ هفتم هجری آرامگاه سادات بابلکانی و جای خاکسپاری امیر کمال الدین و امیر شمس الدین بابلکانی قرار داده شده است و محوطه اطراف آن بر اساس اسناد تاریخی موقوفه گورستان اهالی کوهستان بوده که امروزه نیز به‌عنوان گورستان از آن استفاده می‌شود.

## موقعیت تاریخی
منطقهٔ «کوسان» (به پارسی: کوهستان)، دارای پیشینه بسیار زیادی است و تاریخ آن به دوران ساسانیان و حتی پیش از تاریخ بر می‌گردد. کوسان بی نقطه بر وزن سوزان نام شخصی بوده نائی و نی نواز که در زمان یکی از شاهان کهن می‌زیست و کوسان نوعی از خوانندگی را نیز گویند.
بنا بر گواهی تاریخی این بنا به دست کاووس پسر کواد یکم، برادر خسرو انوشه‌روان دادگر ساخته شد
بنا بر گواهی افسانه‌ای، قریه‌ای که اکنون به «کوسان» (به پارسی: کوهستان) مشهور است زمانی «طوسان» نام داشت که به دست توس پسر نوذر که از خاندان کیانیان بوده بنیاد شده‌است و سبب بنایش را آن دانند که توس پسر نوذر فرمانده لشکر کیخسرو بود که در امور پادشاهی همواره کار شکنی می‌نموده و با فریبرز پسر کی‌کاووس هم آهنگی نشان می‌داد، از این رو هنگامی که کیخسرو بر حریفان خود غالب شد با جمعی از خاندان نوذر به جانب تپورستان روانه شد و مدتی را در بیشه «ناروَن»، که یکی از نواحی تپورستان بود، پناه گرفت و چندی بعد قصبه‌ای در «پنجاه هزاره» (بهشهر کنونی) در مکانی که مشهور به کوسان بود، ساخت و آن را «طوسان» نامید.
پس از یورش اعراب به ایران «باو» نوه «کاووس» از یزدگرد سوم در ری جدا شد و به کوسان رفت و آشکاراً انگیزه داشت پس از جمع‌آوری سپاه به یزدگرد سوم بپیوندد و با مسلمانان نبرد کند ولی به این آرزوی خود نرسید زیرا که یزدگرد سوم به سرزمین خراسان رسید و در همان‌جا کشته شد. آنگاه که جریان کشته شدن یزدگرد سوم به گوش وی رسید در آتشکده کاووس گوشه‌نشینی اختیار کرده و با سر تراشیده به نیایش و ستایش مشغول شد.
طوسان (اِخ) نام محلی که برحسب روایت، توس پسر نوذر سردار کیخسرو ساخت در محلی که کوسان نام داشت و آن در ناحیهٔ پنجاه هزار مازندران است.
کوسان (اِخ) نام قصبه‌ای باشد از مازندران (برهان) (ناظم الاطباء) همان کوس (آنندراج) همان کوس یعنی قصبهٔ مازندران
رابینو آرد: دِه کوسان که کنار رودخانه کوسان در چهار میلی غربی اشرف می‌باشد.
ابن اسفندیار می‌نویسد:
کوسان در پای دژ آب دارا واقع بود. این دژ بدون شک همان دژ دارا (دز دارا) است که نزدیک آن قریه مرزن آباد واقع بوده و گفته‌اند طوس نوذر که فرمانده لشکر کیخسرو بود قصبه ای در پنجاه هزار ساخت در محلی که معروف به کوسان بود آن را طوسان نامید. محل قلعه ای که او ساخته بود هنوز تا زمان ابن اسفندیار در هنگامی که لومان دون خوانده می‌شد معلوم بود.
کاووس نیا باو در این نقطه آتشکده ای ساخت. کوسان در قرن نهم هجری اقامتگاه سادات بابلکانی بود.
(مازندران و استرآباد رابینو ترجمهٔ وحیدمازندرانی ص۲۱۵)
از آثار به جای مانده تاریخی به دست می‌آید که مردم تپورستان در دوران ساسانیان پیرو دین مزدیسنا بوده‌اند. در کوهستان نیز آتشکده‌ای از دوران ساسانیان به جا مانده‌است که بنای آن را به «کاووس نیا باو» نسبت داده‌اند. در زمان کواد یکم چند جای از تپورستان آباد شد و از آن جمله آتشکده شهر کوسان بود که به دست کاووس پسر کواد یکم، برادر خسرو انوشه‌روان دادگر در زمان شاهنشاهی او در قسمت تپورستان بنیاد گردید. نقطه‌ای که آتشکده ساخت هنوز بقایای آن در روستای کوهستان (وجود دو دژ تاریخی در ضلع جنوبی) باقی است و به همان نام خوانده می‌شود.